# Nastro d’Argento/Bestes Casting
Der Nastro d’Argento: Bestes Casting  (Miglior casting director) ist ein  Filmpreis, der seit 2014 vom italienischen Filmkritikerverband Sindacato Nazionale Giornalisti Cinematografici Italiani (SNGCI) vergeben wird.
- 2014: Pino Pellegrino – Allacciate le cinture
  - Francesca Borromeo – La mafia uccide solo d’estate
  - Francesca Borromeo und Gabriella Giannattasio – Smetto quando voglio
  - Barbara Giordani – Tutta colpa di Freud
  - Anna Maria Sambucco und Maurilio Mangano – Via Castellana Bandiera

- 2015: Francesco Vedovati für zwei Filme: Il ragazzo invisibile und Maraviglioso Boccaccio
  - Elisabetta Boni – Il nome del figlio
  - Laura Muccino – Latin Lover
  - Annamaria Sambucco – Ewige Jugend (Youth)